# ساچی موچیدا
ساچی موچیدا (انگلیسی: Sachi Mochida؛ زادهٔ ۱۹ ژوئیهٔ ۱۹۹۹) ورزشکار ورزش شنا اهل ژاپن است.
او در مسابقات کشوری و بین‌المللی در مجموع برندهٔ ۵ مدال نقره و ۱ مدال برنز شده‌است.